# Saison 2019 de l'équipe cycliste Vital Concept-B&B Hotels
La saison 2019 de l'équipe cycliste Vital Concept-B&B Hotels est la deuxième de cette équipe.

## Préparation de la saison 2019

### Sponsors et financement de l'équipe
L'équipe porte le nom de ses sponsors principaux, Vital Concept et B&B Hotels. L'entreprise Vital Concept est le sponsor-titre de l'équipe depuis sa création en 2018. Elle a auparavant été sponsor de l'équipe professionnelle Fortuneo-Vital Concept en 2016 et 2017, et est sponsor du Vélo Club Pays de Loudéac. La chaîne hôtelière B&B Hotels devient co-sponsor en 2019, permettant à l'équipe d'accroître son budget. Les deux sponsors sont, comme l'équipe, basés en Bretagne.
Le Vélo Club Pays de Loudéac, réserve de Fortuneo-Vital Concept en 2016 et 2017, est associé à l'équipe Vital Concept à partir de 2018. Ainsi selon le manager Jérôme Pineau, Vital Concept est « équipe fanion du VCP Loudéac », « le club de Loudéac [...] sera notre club référent, où passeront d'abord tous les jeunes coureurs qui nous rejoindront. [...] Nous allons détecter des jeunes bons sur tous les terrains, sans nous limiter à la Bretagne. Notre leader dans quelques années sera passé par Loudéac ».
L'entreprise espagnole Orbea fournit les cycles de l'équipe. Elle s'est engagée pour les saisons 2018 et 2019. Les coureurs roulent sur les modèles Orca Aero (sprint), Orca (montagne) et Ordu (contre-la-montre).

### Arrivées et départs
| Maxime Cam     | VC Pays de Loudéac        |  |  |  |
| Cyril Gautier  | AG2R La Mondiale          |  |  |  |
| Pierre Rolland | EF Education First-Drapac |  |  |  |
| Jimmy Turgis   | Cofidis                   |  |  |  |
| Arthur Vichot  | Groupama-FDJ              |  |  |  |

| Départs       | Équipe 2019 |
| ------------- | ----------- |
| Erwann Corbel | retraite    |
| Tanguy Turgis | retraite    |

## Déroulement de la saison
Le premier stage de préparation pour 2019 a lieu dès novembre 2018. L'ensemble des salariés de la structure se retrouve à Monterblanc pour un stage commando avec les militaires du 3e régiment d'infanterie de marine.

## Coureurs et encadrement technique

### Effectif
| Cycliste            | Date de naissance | Nationalité | Équipe 2018               |  |
| ------------------- | ----------------- | ----------- | ------------------------- |  |
| Yoann Bagot         | 6 septembre 1987  | France      | Vital Concept             |  |
| Kris Boeckmans      | 13 février 1987   | Belgique    | Vital Concept             |  |
| Maxime Cam          | 9 juillet 1992    | France      | VC Pays de Loudéac        |  |
| Bryan Coquard       | 25 avril 1992     | France      | Vital Concept             |  |
| Arnaud Courteille   | 13 mars 1989      | France      | Vital Concept             |  |
| Bert De Backer      | 2 avril 1984      | Belgique    | Vital Concept             |  |
| Corentin Ermenault  | 27 janvier 1996   | France      | Vital Concept             |  |
| Marc Fournier       | 12 novembre 1994  | France      | Vital Concept             |  |
| Adrien Garel        | 12 mars 1996      | France      | Vital Concept             |  |
| Cyril Gautier       | 26 septembre 1987 | France      | AG2R La Mondiale          |  |
| Steven Lammertink   | 4 décembre 1993   | Pays-Bas    | Vital Concept             |  |
| Johan Le Bon        | 3 octobre 1990    | France      | Vital Concept             |  |
| Jérémy Lecroq       | 7 avril 1995      | France      | Vital Concept             |  |
| Lorrenzo Manzin     | 26 juillet 1994   | France      | Vital Concept             |  |
| Julien Morice       | 20 juillet 1991   | France      | Vital Concept             |  |
| Justin Mottier      | 14 septembre 1993 | France      | Vital Concept             |  |
| Patrick Müller      | 18 avril 1996     | Suisse      | Vital Concept             |  |
| Quentin Pacher      | 6 janvier 1992    | France      | Vital Concept             |  |
| Kévin Reza          | 18 mai 1988       | France      | Vital Concept             |  |
| Pierre Rolland      | 10 octobre 1986   | France      | EF Education First-Drapac |  |
| Jimmy Turgis        | 10 août 1991      | France      | Cofidis                   |  |
| Jonas Van Genechten | 16 septembre 1986 | Belgique    | Vital Concept             |  |
| Arthur Vichot       | 26 novembre 1988  | France      | Groupama-FDJ              |  |
| Stagiaire           | Date de naissance | Nationalité | Équipe 2019               |  |
| Alan Boileau        | 25 juin 1999      | France      | Team Pays de Dinan        |  |
| Maxime Chevalier    | 16 mai 1999       | France      | VC Pays de Loudéac        |  |
| David Rivière       | 11 janvier 1995   | France      | VC Pays de Loudéac        |  |

## Bilan de la saison

### Victoires

#### Sur route
| Date     | Course                                    | Pays     | Classe               | Vainqueur       |
| -------- | ----------------------------------------- | -------- | -------------------- | --------------- |
| 24 janv. | 4e étape de la Tropicale Amissa Bongo     | Gabon    | UCI Africa Tour 2.1  | Lorrenzo Manzin |
| 27 janv. | 7e étape de la Tropicale Amissa Bongo     | Gabon    | UCI Africa Tour 2.1  | Lorrenzo Manzin |
| 7 fév.   | 1re étape de l'Étoile de Bessèges         | France   | UCI Europe Tour 2.1  | Bryan Coquard   |
| 6 avr.   | Volta Limburg Classic                     | Pays-Bas | UCI Europe Tour 1.1  | Patrick Müller  |
| 10 avr.  | 2e étape du Circuit de la Sarthe          | France   | UCI Europe Tour 2.1  | Bryan Coquard   |
| 1er mai  | Classement général du Tour de Bretagne    | France   | UCI Europe Tour 2.2  | Lorrenzo Manzin |
| 12 mai   | Grand Prix de la Somme                    | France   | UCI Europe Tour 1.1  | Lorrenzo Manzin |
| 17 mai   | 4e étape des Quatre Jours de Dunkerque    | France   | UCI Europe Tour 2.HC | Bryan Coquard   |
| 26 mai   | Grand Prix Marcel Kint                    | Belgique | UCI Europe Tour 1.1  | Bryan Coquard   |
| 9 juin   | 4e étape des Boucles de la Mayenne        | France   | UCI Europe Tour 2.1  | Bryan Coquard   |
| 16 juin  | 5e étape du Tour de Belgique              | Belgique | UCI Europe Tour 2.HC | Bryan Coquard   |
| 25 juil. | Grand Prix Pino Cerami                    | Belgique | UCI Europe Tour 1.1  | Bryan Coquard   |
| 16 aoû.  | 2e étape de la Course arctique de Norvège | Norvège  | UCI Europe Tour 2.HC | Bryan Coquard   |

#### Sur piste
| Date       | Course                                                   | Pays   | Classe | Vainqueur                         |
| ---------- | -------------------------------------------------------- | ------ | ------ | --------------------------------- |
| 28 juillet | Coupe de France Fenioux Piste #2 - course aux points     | France | C2     | Corentin Ermenault                |
| 28 juillet | Coupe de France Fenioux Piste #2 - omnium                | France | C2     | Corentin Ermenault                |
| 28 juillet | Coupe de France Fenioux Piste #2 - course à l'américaine | France | C2     | Corentin Ermenault - Adrien Garel |
| 15 aout    | Championnat de France du scratch                         | France | CN     | Corentin Ermenault                |
| 16 aout    | Championnat de France poursuite                          | France | CN     | Corentin Ermenault                |

### Résultats sur les courses majeures
Les tableaux suivants représentent les résultats de l'équipe dans les principales courses du calendrier international (les cinq classiques majeures et les trois grands tours). Pour chaque épreuve est indiqué le meilleur coureur de l'équipe, son classement ainsi que les accessits glanés par Vital Concept sur les courses de trois semaines.

#### Classiques
| Classique            | Milan-San Remo | Tour des Flandres    | Paris-Roubaix        | Liège-Bastogne-Liège | Tour de Lombardie    |
| -------------------- | -------------- | -------------------- | -------------------- | -------------------- | -------------------- |
| Coureur (classement) | Non invitée    | Bert De Backer (70e) | Bert De Backer (20e) | Quentin Pacher (48e) | Pierre Rolland (20e) |

#### Grands tours
| Grand tour           | Tour d'Italie | Tour de France | Tour d'Espagne |
| -------------------- | ------------- | -------------- | -------------- |
| Coureur (classement) | Non invitée   | Non invitée    | Non invitée    |
| Accessits            |               |                |                |